# Inak
Inak o Inaq fou un títol nobiliari equivalent a primer ministre que van portar els governats uzbeks de Khivà al segle xviii i començament del XIX. La paraula literalment vol dir "germà petit".
Al kanat de Coràsmia o Khivà s'elegia sempre un kan genguiskànida que era a la que els uzbeks estaven més aferrats; com que la nissaga reial directe no sempre tenia prínceps disposats, a vegades calia nomenar a prínceps genguiskànides que governaven als kazakhs, als karakalpaks o als aralians, que progressivament van passar a ser uns figurants, mentre el poder principal a l'estat el tenia el Inak o primer ministre, que era generalment el cap (biy) més vell de la tribu kungrat dels uzbeks, la més aristocràtica de totes les tribus d'uzbeks. Els inaks eren al mateix temps governadors d'Hazarasp i una mena de majordoms de palau. Així, com havia passat al kanat de Bukharà, a partir de la segona meitat del segle xviii, hi havia a Khiva un kan sobirà nominal i un inak sobirà efectiu. El kan de fet romania reclòs amb la seva família, ben alimentat i vestit amb robes brodades amb or, i encara que tenia audiència diària amb el inak i amb els notables, no tenia poder per bé que el inak no actuava sense coneixement del kan que tenia especial consideració en la cerimònia de la pregària del divendres on ocupava un lloc preferent per davant del inak. El kan no conservava gaires anys el poder, se l'enviava a l'exili i se'n nomenava un altre.
El primer que va portar el títol fou Ertuk vers el 1742. Muravief esmenta després a Ishmed Biy, al que va succeir el seu fill Muhammed Amin Inak, que va accedir al càrrec el 1755 i el va exercir per 17 anys (1755-1772) fent prosperar el kanat. No hi ha monedes local (s'utilitzaven les de Bukharà i Pèrsia) però la khutba era llegida en nom del kan nominal kazakh. Al seu segell Muhammad Amin tenia una inscripció que deia: "Gràcies a Déu el Profeta té un esclau en qui pot confiar"; estava en estretes relacions amb l'atalik de Bukharà, que llavors era Daniyal Biy, les funcions del qual eren similars a les seves; fou enderrocat i es va refugiar amb Daniyal que el va ajudar a recuperar el poder a Coràsmia.
El nom dels kans que van ocupar el tron no es coneixen, o almenys no es coneixen amb seguretat i dades precises. A Muhammad Amin el va succeir el seu fill Ivash o Iwaz Inak Biy. Aquest és descrit com a persona de gran sagacitat i al mateix temps de caràcter simple; sota el seu govern el kanat va patir una decadència considerable; els turcmans yomuds que es revoltaven cada vegada que canviava el kan, es van revoltar contra Iwaz com també ho van fer els turcmans de Mangishlak i els kazakhs. El kungrats de l'Aral, sota el seu cap Tureh Sufi, que era parent seu, també li van refusar obediència.
Sota el seu govern Coràsmia fou visitada pel metge rus Blankennagel que va arribar a Khivà l'octubre de 1793 i fou confinat en una casa i dies després fou portat a visitar a Fazil Biy, un cap que s'havia quedat cec i que un historiador fa fill de Muhammad Amin i germà d'Iwaz, en tot cas un conseller molt escoltat al que no va poder curar, ja que la causa no tenia solució aleshores; acusat de ser un xerraire i un espia, se'l volia matar però després, parlant amb Fazil, la situació va millorar; la seva medicina va provocar una millora al pacient i finalment fou convidat a passar l'hivern al país i va tenir molts pacients; com que els atenia gratuïtament aviat va tenir gran nombre de seguidors. Finalment se li va permetre marxar. El metge calculava la població del país en cent mil persones de les quals el 41% eren uzbeks, el 15% sarts, el 10% karakalpaks i aralians, el 6% turcmans i la resta esclaus; els yomuds turcmans i els karakalpaks eren considerats els millors soldats i els sarts els pitjors.
També durant el govern d'Iwaz, el país fou visitat per Mahmud Shah Durrani de l'Afganistan que llavors era un fugitiu; el va rebre amb grans honors, li va donar diners, allotjament i menjar i quan va marxar al cap de quatre mesos una escorta de nòmades que el va acompanyar fins Astarabad.
Quan Blankennagel va estar a Khiva era kan Abu l-Ghazi Khan III, fill de Ghaip Khan. A la mort d'Iwaz vers el 1804 el va succeir el seu fill gran Kuth o Kutlugh Murad Beg, que va refusar l'elecció i va cedir el lloc al seu germà Iltazar Inak. Aquest va governar uns sis mesos i llavors una nit va comunicar al seu germà Kutlugh Murad que volia ser kan, perquè ni Tamerlà, ni Nadir Shah, ni Muhammad Rahim eren descendents de Genguis Khan i havien assolir el màxim poder creant-se ells mateixos la seva fortuna. Kutlugh Murad va aprovar la seva decisió i l'endemà el kan fou deposat, rebent una pensió i sent enviat de retorn al país dels kazakhs. Iltazar Inak es va proclamar kan com Iltazar Khan.

## Llista d'inaks
- Ertuk Inak 1741-1743
- Ishmed Biy ?-1755
- Muhammad Amin Inak 1755-1772
- Iwaz Inak 1772-1804
- Kutlugh Murad Beg 1804 (electe)
- Iltazar Inak 1804, es proclamà kan governant fins al 1806.